# Distretto di Ouled Khoudir
Il distretto di Ouled Khoudir è un distretto della provincia di Béni Abbès, in Algeria, con capoluogo Ouled Khoudir.